# Інтродуковані види

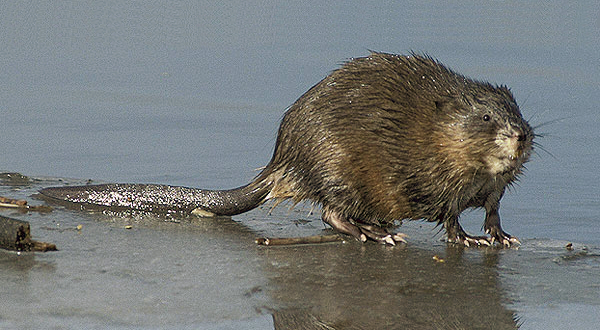
Ондатра — споконвічно північноамериканський вид, інтродукований на території Євразії

Інтродуковані, також чужорідні, адвентивні, або алохтонні види (англ. Introduced species, Alien species, Non-indigenous species, Non-native species), також вселенці — види живих організмів, що перебувають у складі неродинних їм угруповань, види за межами своїх природних ареалів. Частіше за все термін вживається для видів, що навмисно або випадково завезені на нове місце в результаті людської діяльності. Процес освоєння інтродукованого виду на новому місці називається інтродукцією. Часто інтродуковані види здатні істотно змінити екосистему регіону, і стають причиною значного скорочення або навіть вимирання окремих видів місцевої флори і фауни.

## Зміст поняття

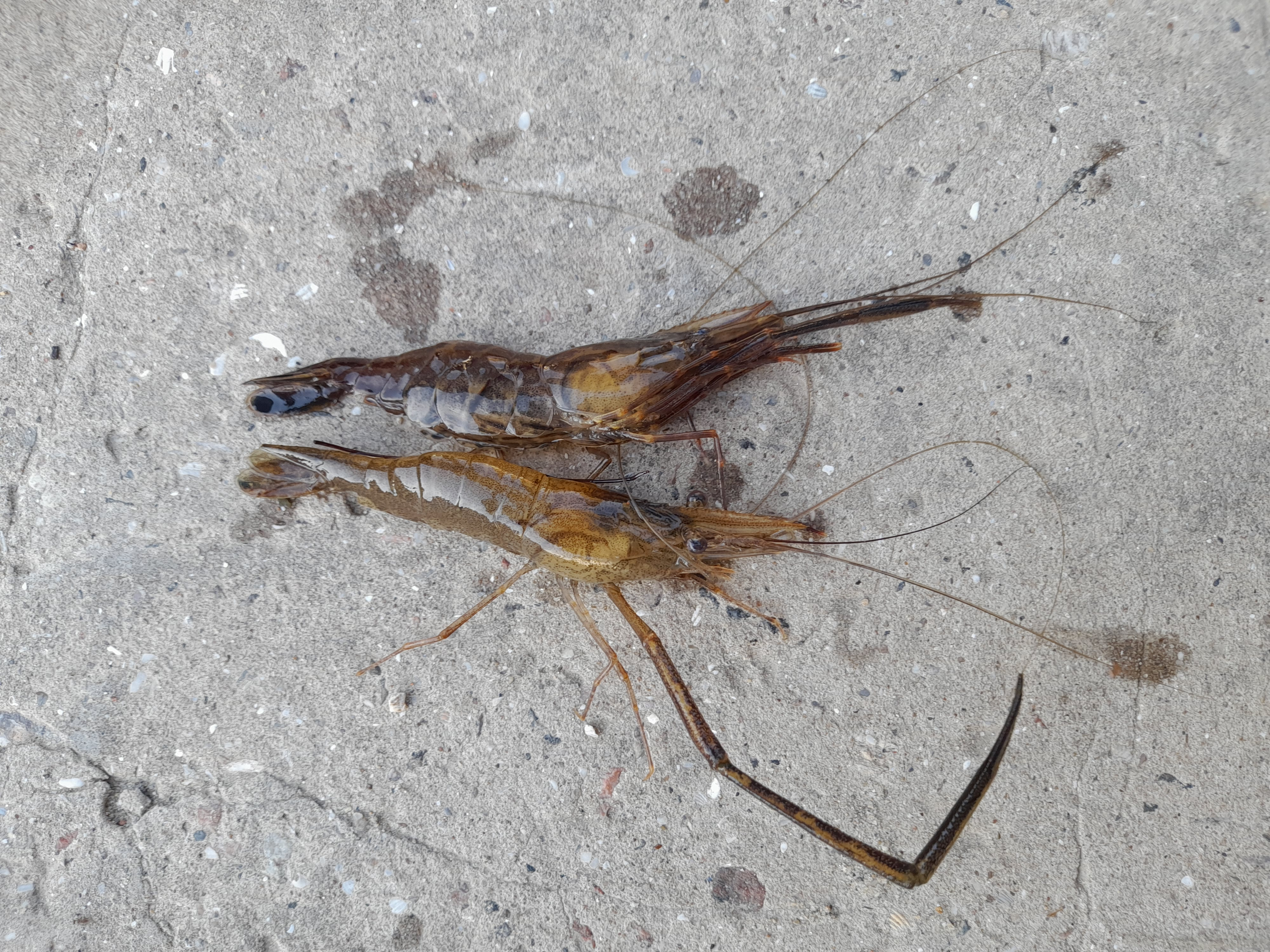
Креветка Macrobrachium nipponense була цілеспрямована інтродукована в Україну, що призвело до інвазії

Комплекс чужорідних видів у кожному регіоні або конкретному місцезнаходженні складають кілька груп організмів, відмінних за способами проникнення у нові для себе ареали. Розділяється кілька різновидів інтродукцій:
- Цілеспрямована інтродукція — види, спрямовано штучно заселені людиною.
- Випадкова інтродукція — випадкове розселення, штучне (людиною, або тваринами), або внаслідок нециклічних міграцій (також втечі з культури), іноді природних явищ.

Окремим поняттям виділяються біологічні інвазії — інтродукція видів, поява яких ставить під загрозу біорізноманіття нативної екосистеми. Поява інвазивних видів призводить до відновлювально-самозбережувальних процесів у екосистемі.
При спрямованій інтродукції (дослівно «введення») для виду вибирають придатні райони і місця вселення. Бажаним кінцевим результатом інтродукції є формування нових життєздатних популяцій з необхідним рівнем продуктивності або участі у функціонуванні місцевих екосистем. Комплекс адаптацій (пристосувань, вкл. можливі морфологічні, генетичні й екологічні зміни) має назву акліматизація, тобто формування нової раси, пристосованої до місцевих умов.
При інвазії звичайно процеси розвиваються стихійно, найчастіше внаслідок руйнування існуючих природних бар'єрів, які стримували розселення виду. Інвазія супроводжується швидким розселенням, при якому нова популяція не встигає набути будь-яких значимих відмінностей від своєї материнської популяції.

## Інтродукція та реінтродукція
Ці два поняття мають відмінності:
- інтродукція — це вселення видів у нові для них ареали
- реінтродукція — повернення видів у колись заселені ними райони.

Інтродукція може завершуватися (а може й не завершуватися) акліматизацією, тобто пристосуванням тварин до нових для них умов існування. Якщо інтродукція не успішна, вона завершується згасанням популяцій і вимиранням.

## Види тварин, інтродуковані в Україні
В середині ХХ ст. в Україні проводили масштабні проєкти з інтродукції чужорідних видів хребетних тварин, зокрема за програмами, відомими як «покращення мисливських угідь». Те саме стосувалося і рибних господарств.
Серед відомих об'єктів успішних інтродукцій — представники усіх класів:

### Променепері(риби)
| Зображення | Українська назва                     | Наукова                     | Шлях вселення          | Місце походження              | Поширення в Україні                                           |
| ---------- | ------------------------------------ | --------------------------- | ---------------------- | ----------------------------- | ------------------------------------------------------------- |
|            | Піленгас                             | Liza haematocheilus         | Спрямована інтродукція | Східна Азія                   | Азовське і Чорне моря                                         |
|            | Гамбузія східна                      | Gambusia holbrooki          | Спрямована інтродукція | Північна Америка              | теплі водосховища, гирло Чорної річки                         |
|            | Товстолоб білий                      | Hypophthalmichthys molitrix | Спрямована інтродукція | Східна Азія                   | внутрішні водойми                                             |
|            | Товстолоб строкатий                  | Hypophthalmichthys nobilis  | Спрямована інтродукція | Східна Азія                   | внутрішні водойми                                             |
|            | Білий амур                           | Ctenopharyngodon idella     | Спрямована інтродукція | Східна Азія                   | внутрішні водойми                                             |
|            | Сонячний окунь звичайний, або царьок | Lepomis gibbosus            | Випадкова інтродукція  | Північна Америка              | Дунай, Дністер, Дніпро, північно-західна частина Чорного моря |
|            | Короп звичайний                      | Cyprinus carpio             | Спрямована інтродукція | Китай                         | внутрішні водойми                                             |
|            | Карась китайський                    | Carassius auratus           | Спрямована інтродукція | Китай                         | внутрішні водойми                                             |
|            | Карась сріблястий                    | Carassius gibelio           | Спрямована інтродукція | Китай                         | внутрішні водойми                                             |
|            | Чебачок амурський                    | Pseudorasbora parva         | Випадкова інтродукція  | Східна Азія                   | внутрішні водойми                                             |
|            | Сомик коричневий                     | Ameiurus nebulosus          | Випадкова інтродукція  | Північна Америка              | внутрішні водойми                                             |
|            | Ротань-головешка                     | Perccottus glenii           | Випадкова інтродукція  | Східна Азія                   | басейни Дунаю, Дністра, верхній Дніпро                        |
|            | Сарпа                                | Sarpa salpa                 | Аутоінтродукція        | Середземне море, Атлантика    | Кримське узбережжя Чорного моря                               |
|            | Кабуба білопера                      | Heniochus acuminatus        | Випадкова інтродукція  | Індійський океан, Тихий океан | Балаклавська бухта                                            |

### Плазуни
- Червоновуха черепаха — Trachemys scripta (стихійна інтродукція у водоймах біля великих міст)
- Ящірка вірменська (каньйон р. Тетерів; відома також як «скельна ящірка»)

### Птахи
- Фазан звичайний (Phasianus colchicus) (степова зона і частково лісостепові області)
- Кеклик азійський (Alectoris chukar) (Гірський Крим)

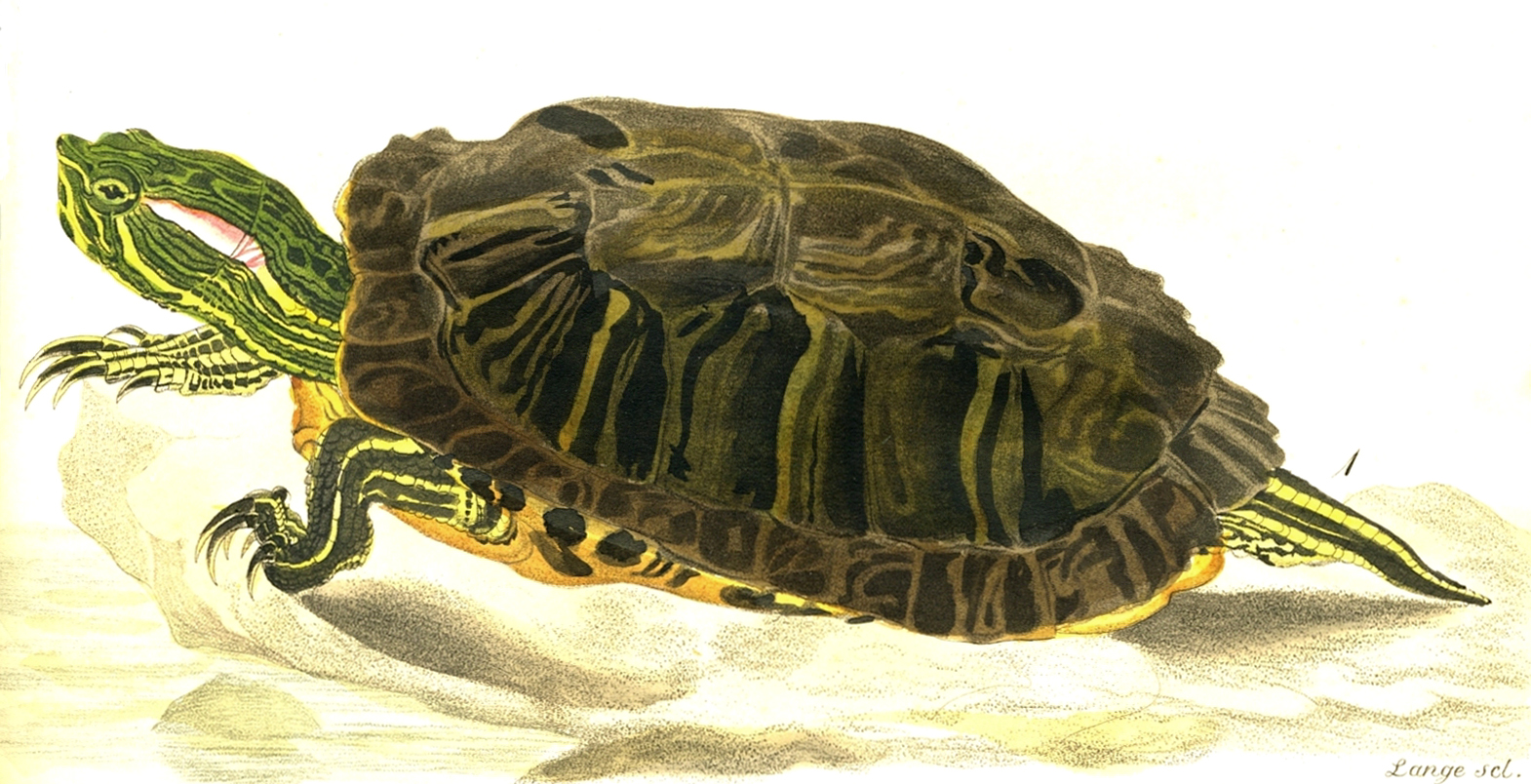
червоновуха черепаха
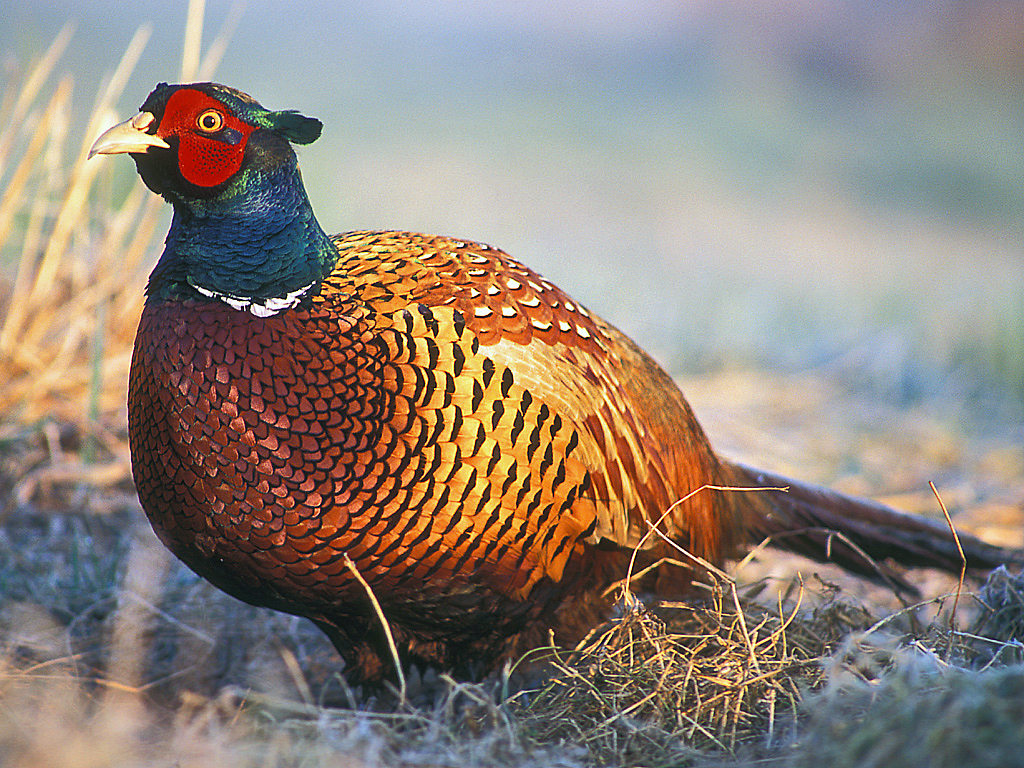
фазан звичайний

### Ссавці

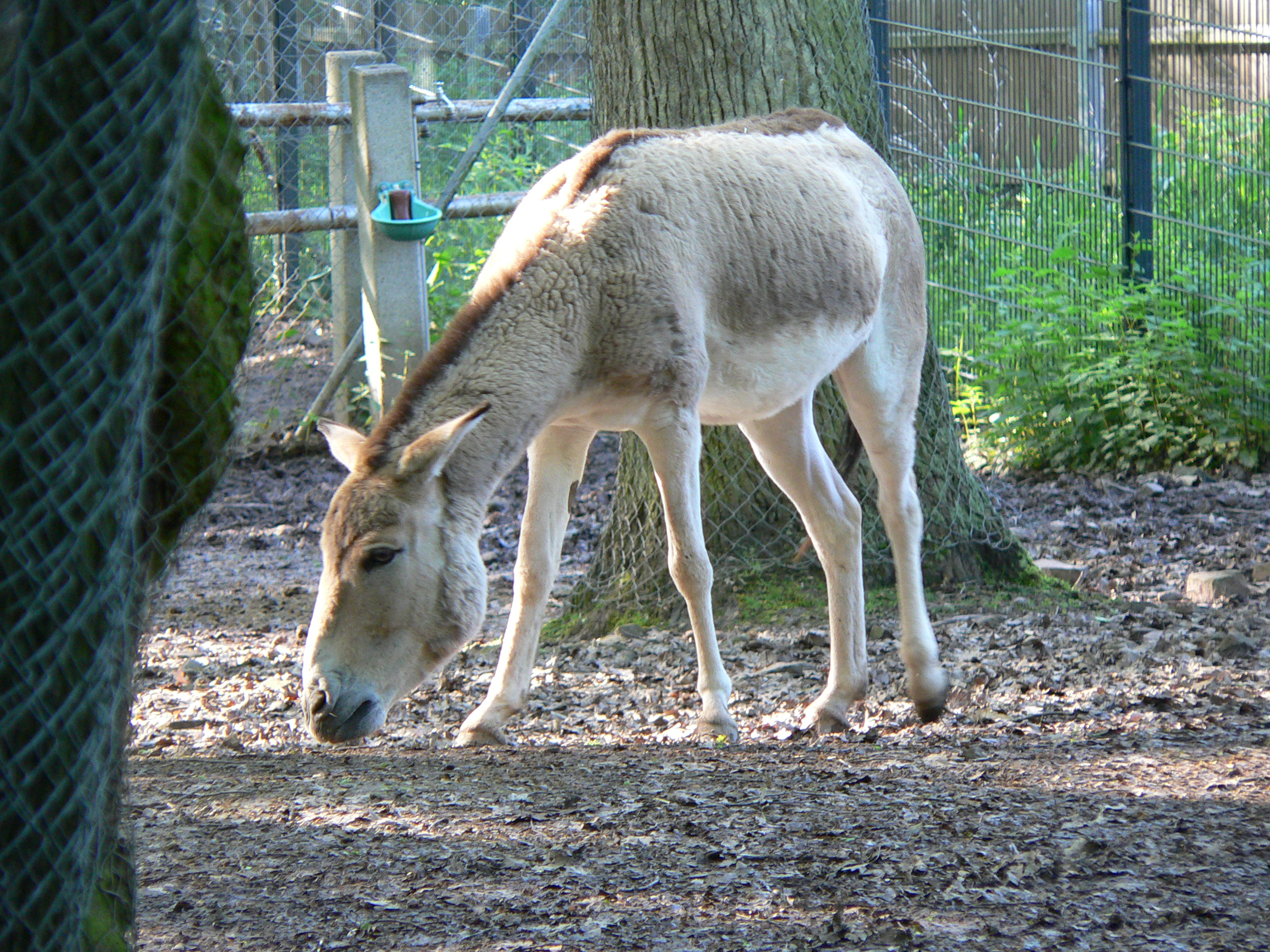
кінь кулан (Equus hemionus) — реінтродукований вид ссавців в Україні

- ондатра (відомий також як «мускусний пацюк»)
- вивірка телеутка (сибірський підвид вивірки лісової)
- візон річковий (відомий також як «американська норка»)
- єнот уссурійський (відомий також як «єнотовидий пес»)
- баран муфлон (відомий також як «дикий баран»)
- лань європейська — Dama dama
- олень японський — Cervus nippon (відомий також як «плямистий олень»)
- та багато інших видів…..

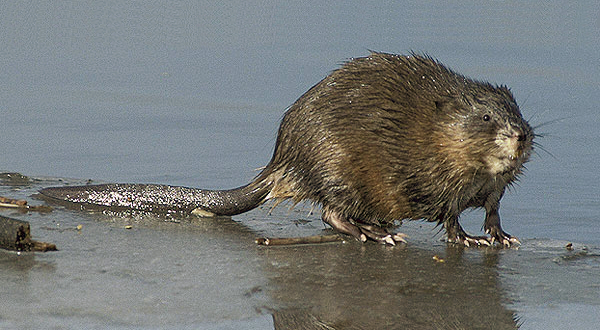
Ондатра
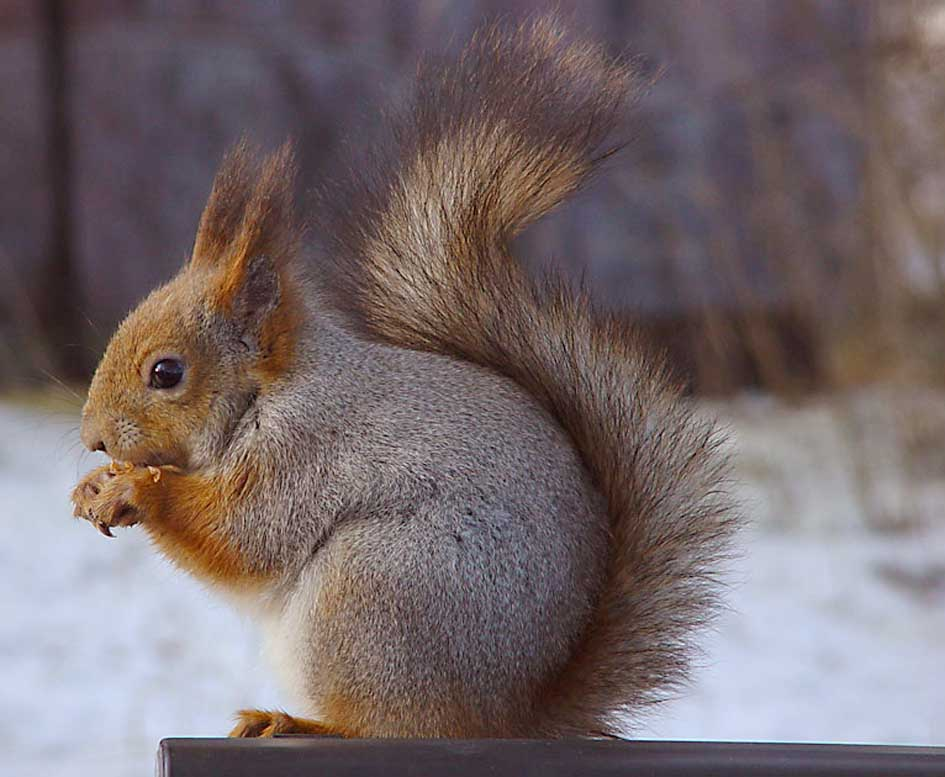
вивірка телеутка
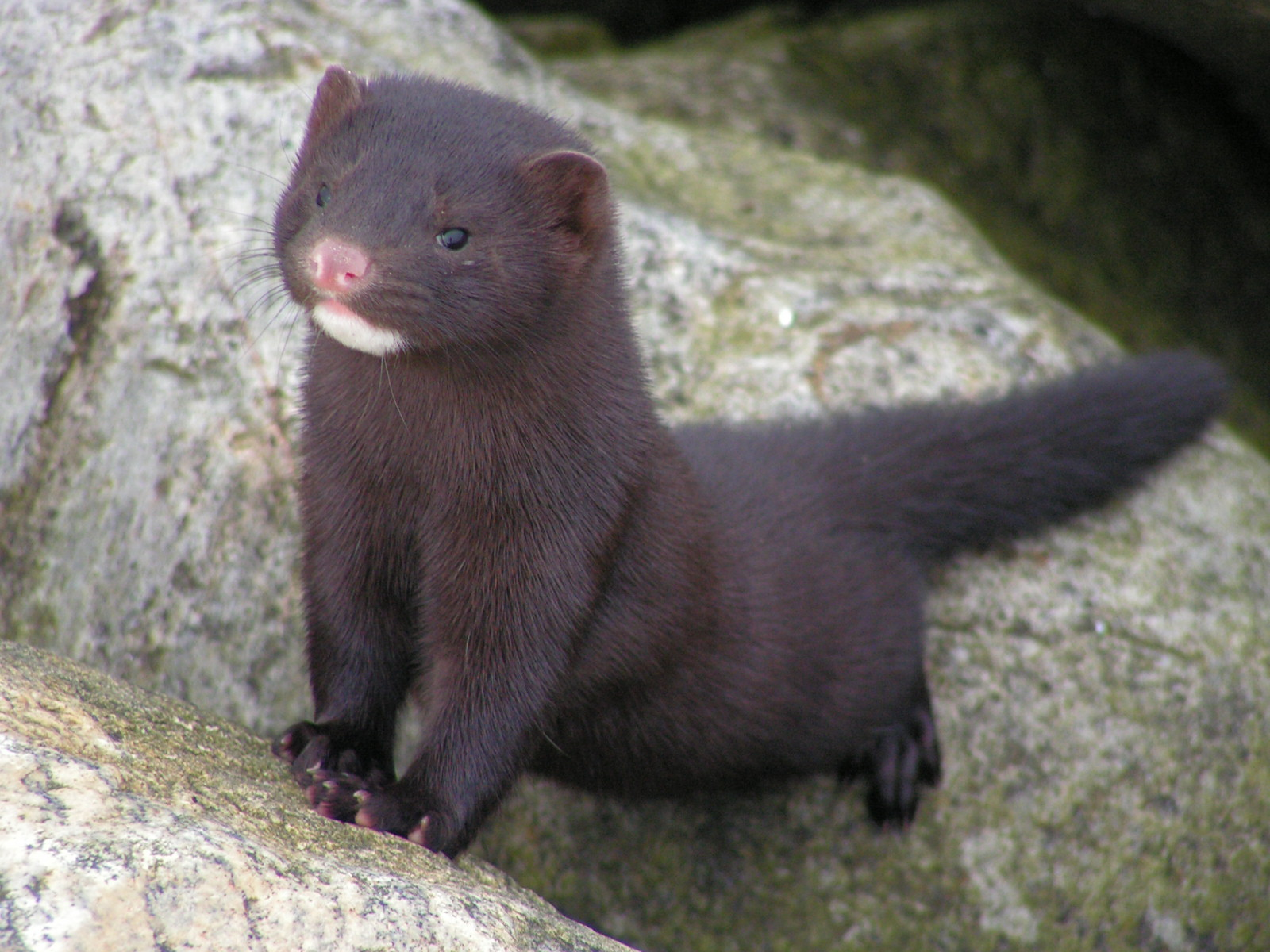
візон річковий
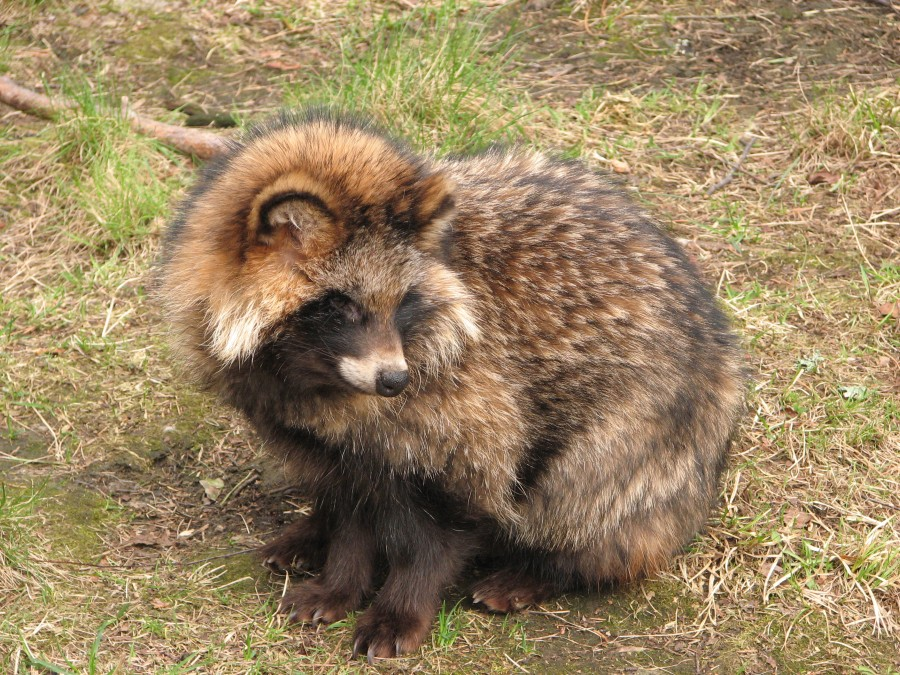
єнот уссурійський
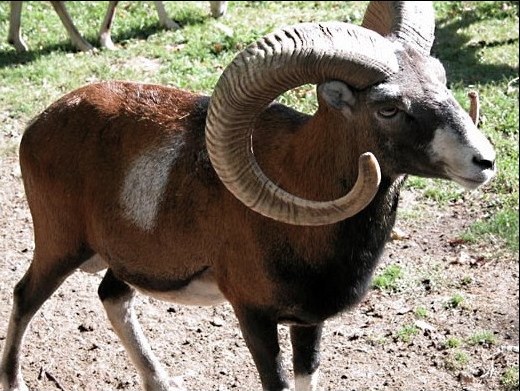
муфлон
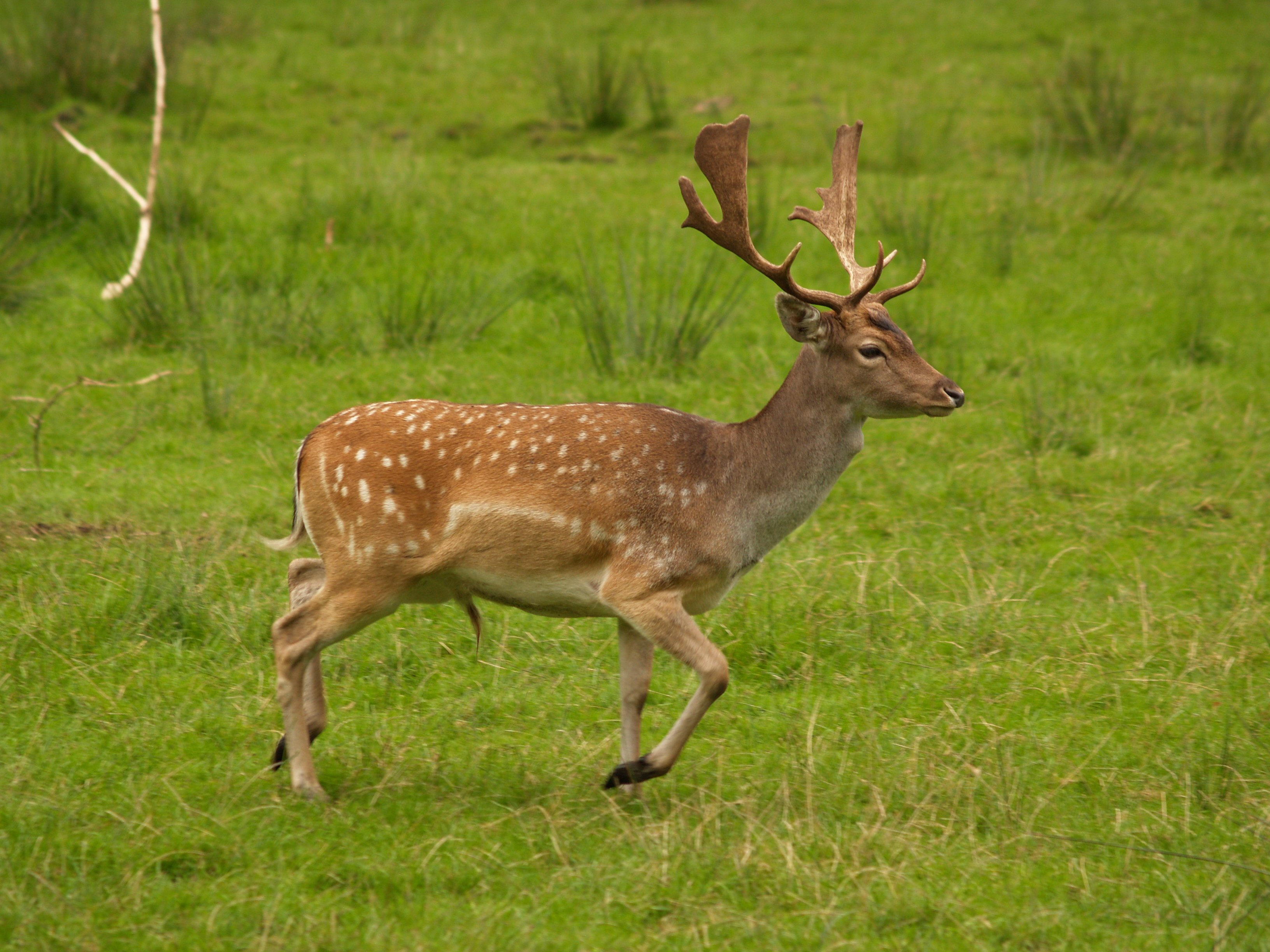
лань європейська
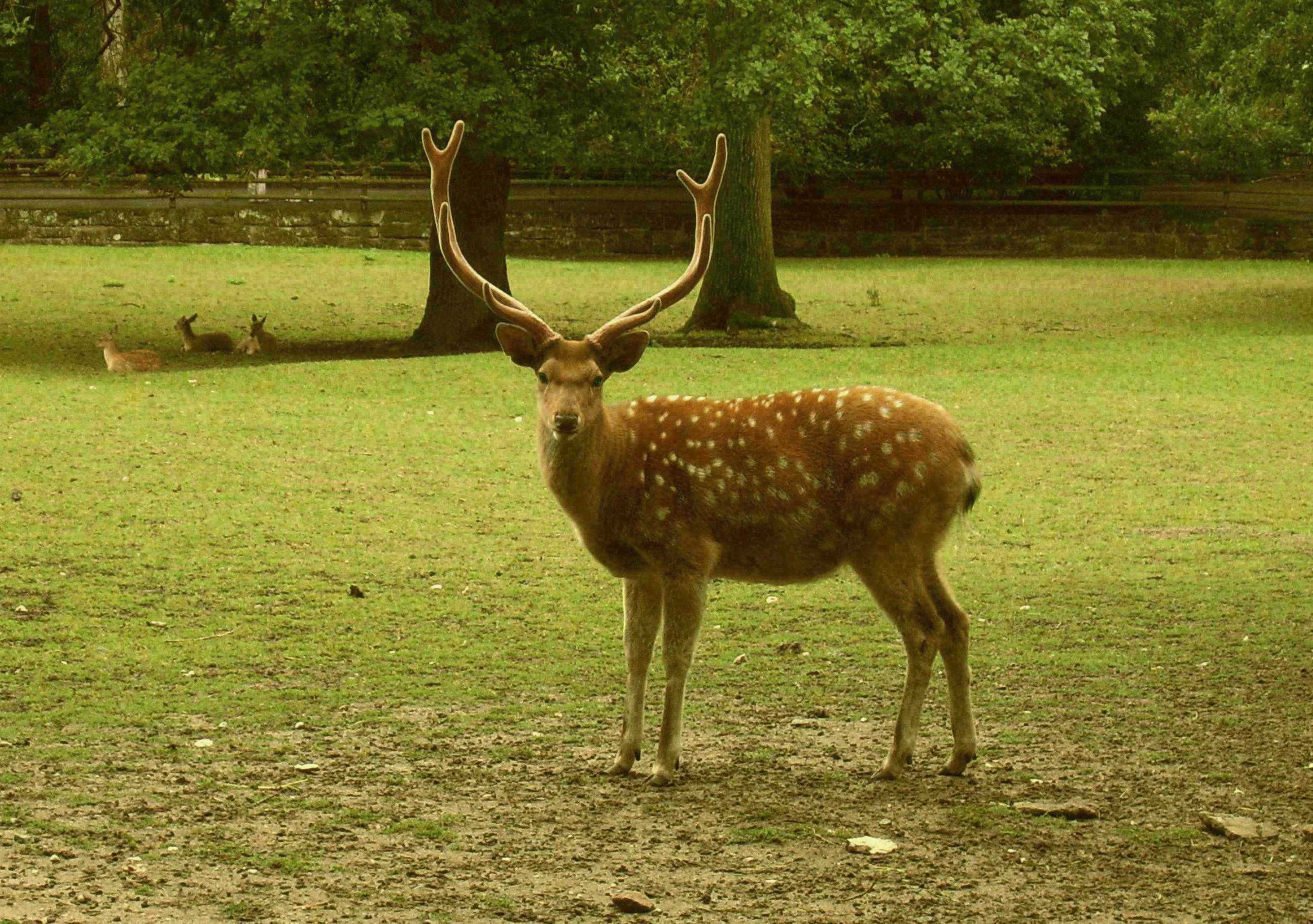
олень японський

## Заходи щодо регулювання чисельності

### Рекомендація 77 Бернської конвенції[3]
Постійний комітет Бернської конвенції, до якої приєдналася й Україна, своїм спеціальним документом рекомендує викорінювати адвентивні види, оскільки в усіх докладно проаналізованих випадках вони наносять шкоду аборигенам.
У прийнятій 1999 року Рекомендації № 77 прямо мовиться:
«Рекомендація № 77 (1999) про викорінення немісцевих наземних хребетних є дуже предметною і рекомендує викорінення:
- хижі: Mustela vison (візон річковий, або "американська норка"), Procyon lotor (ракун звичайний, або єнот-полоскун), Nyctereutes procyonoides (єнот уссурійський),
- гризуни: Ondatra zibethicus (ондатра), Myocastor coypus (нутрія), Sciurus carolinensis (вивірка сіра), Castor canadensis (бобер канадський),
- копитні: Cervus nippon (олень японський),
- птахи: Oxyura jamaicensis (савка рудувата),
- плазуни: Trachemys scripta (червоновуха черепаха, або трахеміс червоновухий),
- амфібії: Rana catesbeiana (жаба-віл).»

### Європейський Союз
Європейському Союзі затвердив список чужорідних інвазійних видів, що включає 23 види рослин і 26 видів тварин.

## Приховані інтродукції

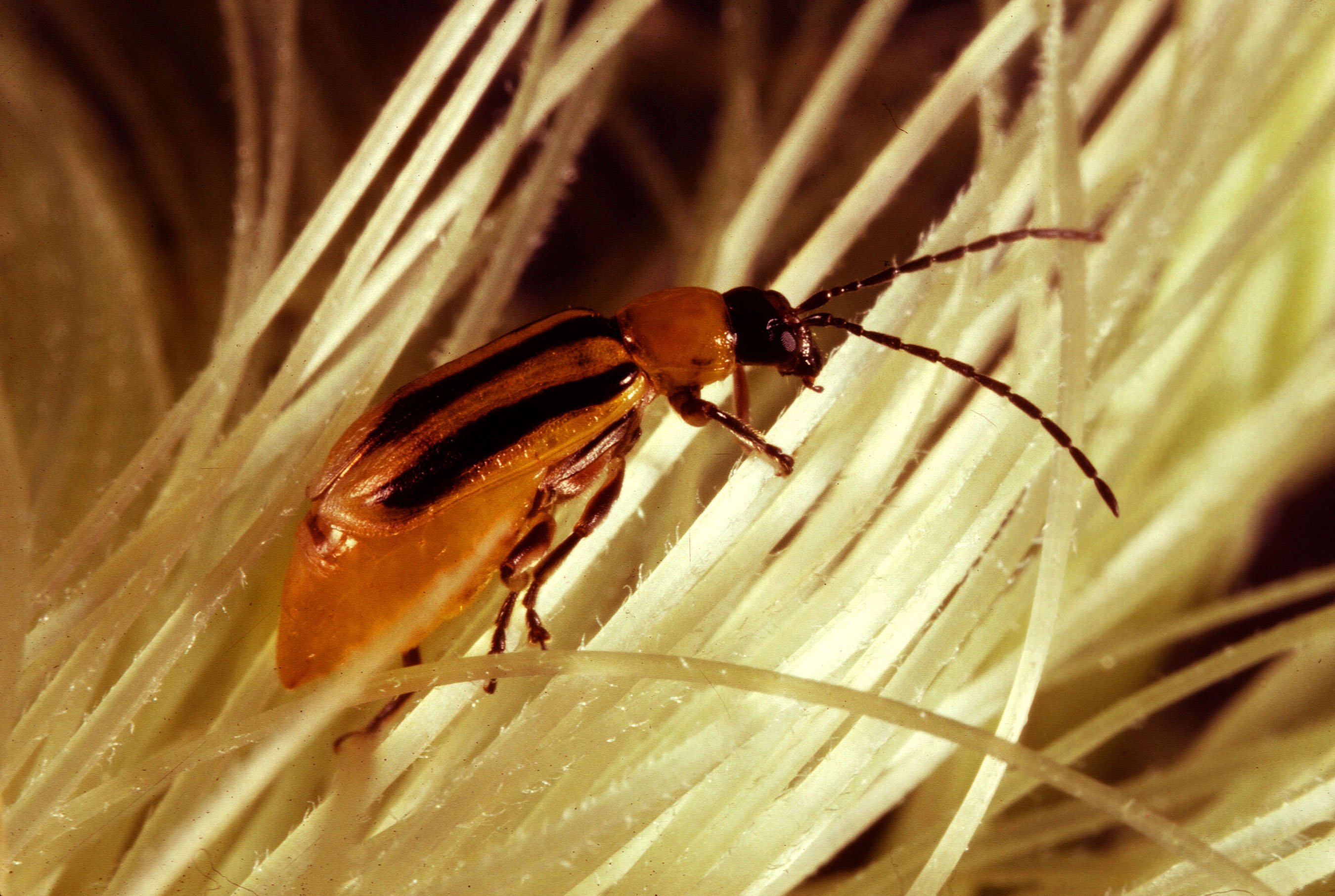
західний кукурудзяний жук

Поняття інтродукцій поширюється на все біологічне різноманіття — від вірусів і бактерій до мегафауни. Переважна більшість відомих і бажаних (принаймні при їхньому планування) інтродукцій пов'язана з видами, що мають промислове значення, виконують середовищетвірну роль або іншим чином сприяють господарській діяльності людини. Аналіз інтродукцій різноманітних груп безхребетних тварин, окремих груп рослин і тим паче бактерій часто залишається поза увагою науковців і громадськості. До таких інтродукцій (їхня невипадкова природа залишається невідомою) відносяться:
- поява в Європі колорадського жука
- поява на Балканах кукурудзяного жука
- поява в Чорному морі молюска рапани
- сотні інших менш відомих загалу прикладів.